# FN FNP半自動手槍
FN FNP是一系列由比利时槍械製造商埃斯塔勒國營工廠（英語：Fabrique Nationale，簡稱：FN）旗下、位於南卡羅來納州哥倫比亞的美国分公司（FNH USA）所設計和生產的半自動手槍。特別是單／雙動（SA／DA）、純單動（SAO）、純雙動（DAO）操作的扳機、聚合物製造的底把，套筒分別有不鏽鋼和聚合物兩種可以選擇。這手槍系列於2006年的年初首度亮相，當時主要分成三種口徑，分別是發射9×19公釐帕拉貝倫彈、.40 S&W和.45 ACP。；到了2008年2月，再加入一種新的口徑，那就是.357 SIG的衍生型。

## 歷史
白朗寧大威力手槍是典型的軍警用半自動手槍，從1935年開始生產，後來雖然有設計上及工藝上的小改進，但都無大的變動。該槍在70多年來一直在許多國家的軍隊、警察和特種部隊服役，歷經各種戰爭考驗，成為可信賴的名槍。毫無疑問，大威力手槍是國營埃斯塔勒永遠值得驕傲的產品，但這並不能帶來永久的經濟效益。想在現代手槍市場有所作為，還需不斷開發新產品。國營赫斯塔爾自2000年開始意識到僅以大威力手槍參與競爭遠遠不夠，於是致力於研製並推出多款新型手槍。

## 標準功能
所有的FNP半自動手槍衍生型都具有能左右手操作操作的待擊解脫桿和一個可反轉的彈匣釋放按鈕，以及設有一條整合在套筒下前方的綜合戰術配件導軌，以安裝各種戰術燈或是雷射瞄準器的配件。此外，FNP-45更具有一個能左右手操作操作的套筒釋放裝置。
根據FNH USA所指，FNP半自動手槍是市場上唯一的全聚合物製造底把的自動裝填手槍（在FNP初次發售時）具有協助完全更換底把的導軌，這樣就算手槍因為多次射擊而零件耗損過後仍能重組，從而延長全槍的壽命。（斯泰爾M系列手槍也有此功能，並且先於FNP半自動手槍在1999年推出）。
FNP系列的缺點是中規中矩沒有特色，在手槍市場上不溫不火。因此國營赫斯塔爾其後先後推出了FN FNX和FN FNS將其取代。

## 設計及操作
FNP系列手槍是使用擊錘發射、利用白朗寧凸輪系統與外部抽殼鈎協助射擊的武器系統。扳機組件和擊錘連接合成為一個主要部件，並且裝上聚合物的底把上。在扳機護環後部的彈匣釋放按鈕裝在一個可被移除的固定銷子上，令彈匣釋放按鈕可以反過來裝上在底把右側。FNP-9在單動操作的扳機扣力固定在大約3—4磅力，而雙動操作則固定在大約8磅力。底部的底把是由高強度聚合物製造，而套筒則是由不鏽鋼製造。加大的彈匣插槽使FNP系列手槍十分容易完成重新裝填。
分解和重新組裝手槍的步驟是比較簡單。拆卸武器時，首先把套筒在槍的後方鎖緊，接著把其彈匣釋放下來。將底把前方的分解桿順時針向下旋轉，並且將套筒在輕輕地向前推動，使套筒向前移出底把導軌以後將其釋放。套筒從底把拆下來以後，要把槍管底部的復進簧才能將槍管移除。而重新組裝武器的過程則是相反，先要裝上槍管再裝上復進簧，接著將套筒裝上底把導軌，並且將底把前方的分解桿逆時針向上旋轉，直到套筒在槍的後方鎖緊。

## 衍生型
FNP系列的每種型號是分為5種的基本模式與幾個不同的版本生產。而這5種型號，分別是戰術型和一般型FNP-45（.45 ACP）、FNP-40（.40 S&W）、FNP-357（.357 SIG）、FNP-9（9毫米子彈）和FNP-9M（9毫米子彈，已經停產），可以得出以下的特色：
- 純雙動操作（DAO）（FNP-357除外）
- 純單動操作（SAO）（已經停產）
- 單／雙動操作（SA／DA）
- 不鏽鋼套筒（自然啞光（英语：Paint sheen）表面處理）
- 不鏽鋼套筒（啞黑色表面處理）
- 不鏽鋼套筒（啞黑色表面處理）連沙色底把
- 夜間用瞄準具
- 標準型瞄準具
- 可於套筒上的兩個安裝孔裝上小型紅點鏡（例如RMR、DeltaPoint）及於槍口裝上消聲器（FNP-45戰術型專有）

FNP-9和FNP-40也分別被命名為白朗寧PRO-9和PRO-40。
在2010年的SHOT Show（美國著名槍展）之中，FNH USA推出了外表很接近FNP系列的FNX。最主要的改進是採用了新紋理，握把由一條彎線加上粗糙表面改為類似FNP-45的凸出表面，位於後部的手動保險及彈匣釋放按鈕並有加大，套筒前後並設有防滑紋，照門並得到加大，套筒下前方設有的MIL-STD-1913戰術導軌並得到加長。

## 使用國
- 比利时
  - 亨克警察部隊：於2005年4月購入了190把FNP-9和FNP-9M手槍。[11]
- 墨西哥
  - 墨西哥聯邦警察（英语：Federal Police (Mexico)）：採用FNP9。
- 西班牙
  - 西班牙海軍陸戰隊（英语：Spanish Marines）：已經開始以FNP9取代Llama M82。
- 美国
  - 多個地方警察局：由於預算的限制，FNH USA於2009年10月提供了27把FNP手槍治新羅茲（New Roads）的警察部門，以取代損壞的警槍。[12]

## 流行文化

### 电视剧
- 2007年—（Chuck）：2012年1月13日第5季第10集（總集數為第88集）“查克決戰博”（英語：Chuck Versus Bo）開始，FNP-45戰術型裝上Trijicon RMR小型紅點鏡和消聲器（後期）並且被尼古拉斯·奎因（Nicholas Quinn，安格斯·麥迪恩飾演）用作佩槍（英语：Side arm）。

### 电子游戏
- 2007年—《絕對武力Online》（Counter-Strike Online）：最早於韓國版2015年5月7日推出。命名為「FNP-45」，使用啞黑色底把與不鏽鋼套筒，發射.45 ACP手枪子彈，15 發彈匣。港台地區於2015年5月12日推出，命名為「戰術型FNP-45」；中國大陸地區於2015年5月13日推出，並無特別命名。
- 2012年—（Tom Clancy's Ghost Recon: Future Soldier）：型號為FNP-45戰術型，命名為「45T」，15 發彈匣，可以使用紅點鏡、抑制器、激光瞄準器或穿甲彈藥技能。
- 2012年—（Call of Duty: Black Ops II）：型號為FNP-45戰術型，命名為「Tac-45」，10 發彈匣（聯機模式時可使用改裝：延長彈匣增至13 發）。故事模式之中被大衛·梅森（David Mason）所使用；聯機模式時於等級4解鎖，並可以使用反射式瞄準鏡、延長彈匣、激光瞄準器、長槍管、全金屬披甲彈（英语：Full metal jacket bullet）、快速重裝彈匣、消音器、格鬥軍刀、雙持；殭屍模式時為預設武器。
- 2013年—《2013》（Tomb Raider 2013）：型號為FNP-9不鏽鋼型，被雷耶斯和惠特曼博士在海灘附近所使用。
- 2013年—（ArmA III）：重型手槍，命名為「4-five .45」，可以在頂部導軌上安裝某些光學瞄準鏡，被BLUFOR所使用。
- 2015年—：被國家憲兵干預組所使用，命名為「P9」。

## 資料來源
1. 1 2 3 4 5 6 7 8  . http://fnhusa.com - FNH USA Official Website. 2010  [2010-04-17]. （原始内容存档于2010-04-08）. 外部链接存在于|publisher= (帮助)
2. 1 2 3 4 5 6 7 8  . http://fnhusa.com - FNH USA Official Website. 2010  [2010-04-17]. （原始内容存档于2010-05-27）. 外部链接存在于|publisher= (帮助)
3. 1 2 3 4 5 6 7 8  . http://fnhusa.com - FNH USA Official Website. 2010  [2010-04-17]. （原始内容存档于2010-05-04）. 外部链接存在于|publisher= (帮助)
4. 1 2 3 4 5 6 7 8  . http://fnhusa.com - FNH USA Official Website. 2010  [2010-04-28]. （原始内容存档于2010-05-07）. 外部链接存在于|publisher= (帮助)
5. ↑  .   [2010-01-15]. （原始内容存档于2007-08-31）.
6. ↑  FNP半自動手槍是在哥倫比亞的南卡羅來納州生產，雖然套筒上印上的是“弗雷德里克斯堡，弗吉尼亞州”（Fredericksburg, VA），表明不是在原來地點（位於哥倫比亞的南卡羅來納州）製造，但是FNH USA的聯邦槍械許可證註冊地點要在其FNH USA官方網站的 民用／執法單位（Commercial／LE）的關於我們 （页面存档备份，存于） 才知道。
7. 1 2   (PDF).   [2010-01-15]. （原始内容 (PDF)存档于2006-12-08）.
8. ↑  FNH USA website on FNP-357 （页面存档备份，存于）（注：連結失效）
9. ↑  .   [2011-01-21]. （原始内容存档于2010-12-18）.
10. ↑   (PDF).   [2010-03-12]. （原始内容 (PDF)存档于2011-07-11）.
11. ↑  . http://fnherstal.com - FN Herstal Official Website. April 11, 2005  [2010-04-17]. （原始内容存档于2006-02-04）. 外部链接存在于|publisher= (帮助)
12. ↑  . http://fnhusa.com - FNH USA Official Website. October 20, 2009  [2010-04-17]. （原始内容存档于2011-03-14）. 外部链接存在于|publisher= (帮助)

## 外部連結
- （英文）—FNH官方網站—
  - FNP9-17 DA/SA（页面存档备份，存于）
  - FNP9-17 DA/SA Manual Safety（页面存档备份，存于）
  - FNP-9（页面存档备份，存于）
  - FNP-40（页面存档备份，存于）
  - FNP-45（页面存档备份，存于）
  - FNP-45 Tactical（页面存档备份，存于）
- （英文）—FNH USA官方網站—
  - FNP-9 Series Handguns
  - FNP-40 Series Handguns
  - FNP-45 Series Handguns
  - FNP-45 Tactical Handgun
- （英文）—FN Manufacturing website
- （英文）—Unsung Best Buy: Taking a Look at the FNP9 Pistol（页面存档备份，存于）
- （英文）—Modern Firearms—
  - FNP-9 / Browning PRO-9 pistol（页面存档备份，存于）
  - FNP-45 pistol
- （英文）—Weapon.ge—
  - FN Herstal FNP-9（页面存档备份，存于）
  - FN Herstal FNP 45（页面存档备份，存于）
- （英文）—The Firearm Blog.com—
  - FNP-9 and FNP-40 now available in flat dark earth finish（页面存档备份，存于）
  - Suppressor Spotlight: Innovative Arms（页面存档备份，存于）
- （英文）—The Truth About Guns.com— 
  - Gun Review: FNP-45 Tactical（页面存档备份，存于）
  - FNP 45 Tactical: “The Best Firepower You Can Get Out of a Handgun”?（页面存档备份，存于）
  - Gear Review: Winthrop IWB Holster for FNP-45（页面存档备份，存于）
- （英文）—Home Defense Weapons.net—
  - Review of my FNP-9 in Matte Stainless（页面存档备份，存于）
  - Review of my FNP-45 in Matte Stainless（页面存档备份，存于）
- （英文）—Gunblast.com—
  - FNH-USA .45 ACP FNP-45 Auto Pistol（页面存档备份，存于）
  - FNP-45 Tactical and FNX-40 Semi-Auto Pistols from FNH-USA（页面存档备份，存于）
- （英文）—Guns & Ammo.com—FNH FNP-45 Review（页面存档备份，存于）
- （英文）—Handguns Magazine.com—
  - The FNP 9 and FNP 9M
  - A Fine .45
  - FNP USG In Flat Dark Earth Finish
  - FNH USA “Eyes & Ears” Promotion[永久]
  - FNH-USA FNP9/40
  - FNH USA offers, “Get the Perfect Tan”
  - SHOT Show 2010 Day 3[永久]
  - FNP Promotion[永久]
  - Black FNP 45 Tactical
- （英文）—Shooting Times.com－FNP-357–Don’t Knock It Till You’ve Tried It
- （英文）—Tactical-Life.com—
  - FNH USA’s FNP Family（页面存档备份，存于）
  - FNH USA FNP-9（页面存档备份，存于）
  - FNH USA FNP-45 TACTICAL .45 ACP（页面存档备份，存于）
  - New FNH FNP-45 .45ACP（页面存档备份，存于）
  - FNH’s FNP-45（页面存档备份，存于）
  - FNH USA FNX-9（页面存档备份，存于）
  - FNH USA’S FNX-40（页面存档备份，存于）
  - FN FNP-45 COMPETITION .45 ACP（页面存档备份，存于）
- （简体中文）—D Boy Gun World（槍炮世界）—FNP / FNX系列手枪（页面存档备份，存于）
- （简体中文）—《轻兵器》—明星公司大威力手枪：FNP-45大放异彩（页面存档备份，存于）
- （简体中文）—輕兵器—锋芒崭露: FN公司最新FNP-40军警自动手枪 (一)

### 视频
- （英文）—FNH USA FNP-9和FNP-40的宣傳片
- （英文）—YouTube上的FNH USA FNP-45一般型的宣傳片
- （英文）—FNH USA FNP-45一般型的宣傳片2[永久]
- （英文）—FNH USA FNP-45戰術型的宣傳片